# Кейт и Леополд
„Кейт и Леополд“ (на английски: Kate & Leopold) е американска романтична комедия от 2001 г., в който се разказва историята за физика, наречен Стюарт (Лийв Шрайбър), който случайно издърва своя прадядо Леополд (Хю Джакман), чрез времевия портал от 19-вековия Ню Йорк до настоящето, където Леополд се влюбва в бившето гаджето на Стюарт – Кейт (Мег Райън).

## В България
В България филмът е пуснат по кината на 13 септември 2002 г. от Юнайтед Синема.
На 17 декември 2003 г. е издаден на VHS и DVD от Съни Филмс.
На 18 ноември 2015 г. е излъчен по KinoNova.
На 26 февруари 2021 г. се излъчва и по FOX Life.
Дублажи
| Озвучаващи артисти  | Йорданка Илова Ася Братанова Таня Димитрова Светозар Кокаланов Александър Воронов Силви Стоицов |
| Преводач            | Бисер Пачев                                                                                     |
| Тонрежисьор         | Стефан Дучев                                                                                    |
| Режисьор на дублажа | Димитър Кръстев                                                                                 |

| Преводач            | Мариана Добрева                                                          |
| Тонрежисьор         | Надежда Иванова                                                          |
| Режисьор на дублажа | Станислав Пищалов                                                        |
| Озвучаващи артисти  | Ивет Лазарова Живко Джуранов Явор Караиванов Димитър Ангелов Сотир Мелев |